# جری مترز

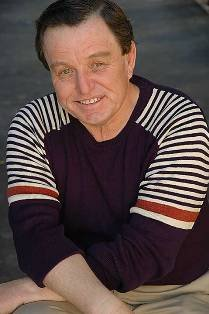
جری مترز در سال ۲۰۰۷

جرالد پاتریک "جری" مترز (به انگلیسی: Gerald Patrick "Jerry" Mathers) (زادهٔ ۲ ژوئن ۱۹۴۸ در سو سیتی، آیووا) بازیگر سینما و تلویزیون و تئاتر، و نویسندهٔ آمریکایی است. او در نقش بیوِ کلیوِر در مجموعهٔ تلویزیونی کمدی مرخصی برای بیور بازی کرده‌است. در سال ۱۹۹۸ کتابی به نام «... و جری مترز» در نقش «بیوِر» (The Beaver) نوشت.